# Hugo van Andel
Hugo van Andel (Brielle, 28 april 1761 - Nijmegen, 2 juni 1826) was een Nederlands notaris en politicus.

## Biografie
Van Andel was een lid van de patriciaatsfamilie Van Andel en een zoon van Pieter van Andel (1737-1788), raad en schepen van Brielle, en diens eerste echtgenote Neeltje Kapteijn (1736-1769). Hij trouwde in 1783 met Elizabeth Preuijt (1761-1807) uit welk huwelijk vier jong overleden kinderen werden geboren; hij hertrouwde in 1810 Barbara Willemyna van Manen (1768-1843), welk huwelijk kinderloos bleef.
In 1780 was Van Andel notaris te Brielle. In 1789 kreeg hij zijn eerste bestuursfunctie: baljuw en secretaris van Naters en St. Pancrasgors. In 1798 werd hij lid lid van de provisionele raad van Brielle, en in dtazelfde jaar lid van de Vergadering van Provisionele Representanten van het Volk van Holland en lid van het provinciaal comité van Holland. In de jaren 1798-1799 was hij lid van de Eerste Kamer van het Vertegenwoordigend Lichaam, daarna tot 1801 van de Tweede Kamer; van dat laatste lichaam was hij drie maal voorzitter. Van 1803 tot 1810 was hij schepen van Brielle, daarnaast schout en secretaris van Rockanje, en van 1810 tot 1830 vrederechter in zijn geboortestad. Tot slot was hij op 29 en 30 maart 1814 lid van de Vergadering van Notabelen voor het departement Monden van de Maas.
- Biografisch Portaal: 12935485
- Parlement.com: vgyw2rys1stj